# 香港平民屋宇有限公司

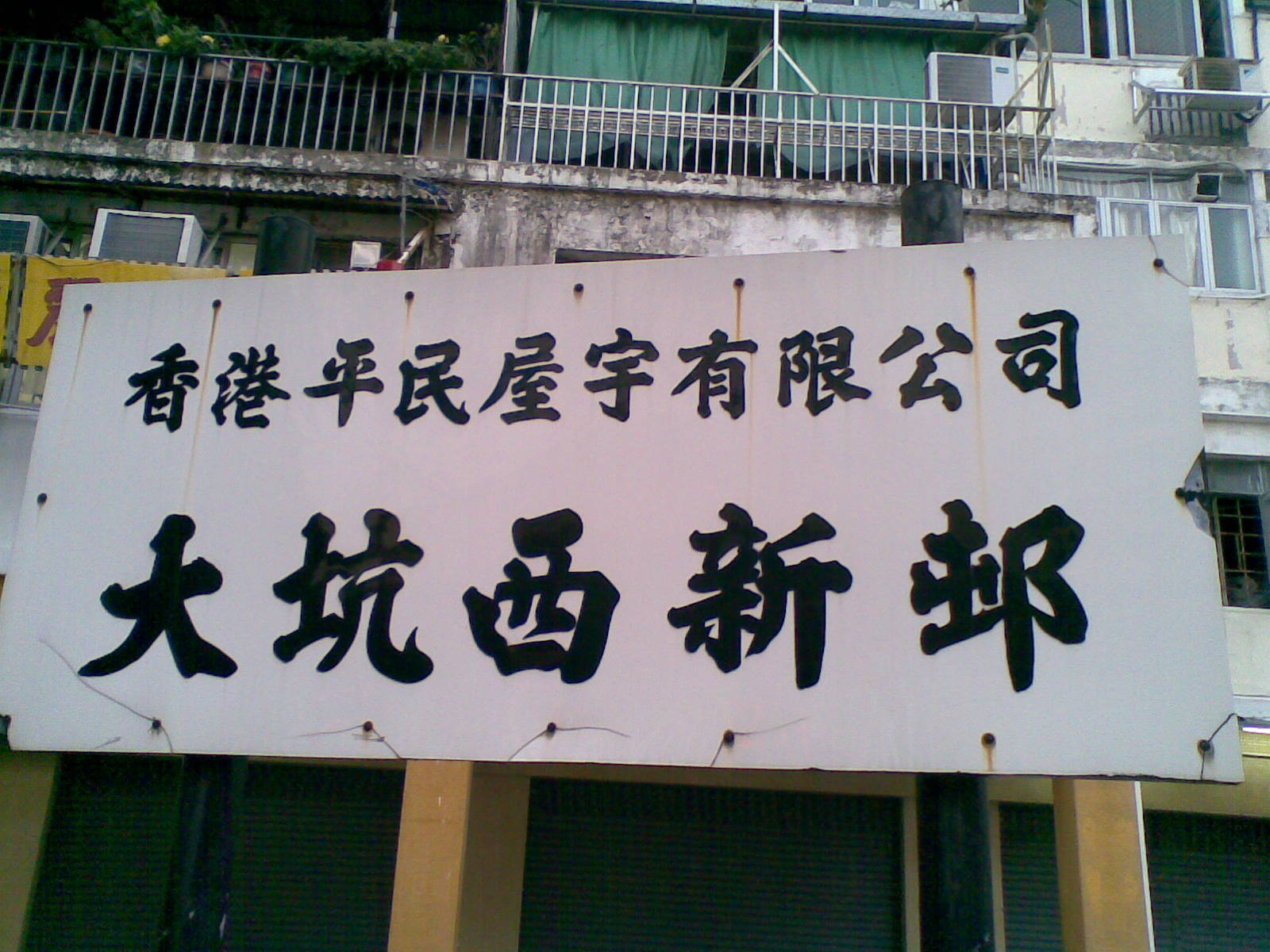
是由香港平民屋宇有限公司興建及管理的大坑西新邨

香港平民屋宇有限公司早於1952年在九龍仔大坑西（光民村）、九龍城東頭村（培民村）及紅磡石山（樂民村）興建平房區。在1955年於蝴蝶谷興建平房區，來安置石硤尾大火的災民，隨後香港政府在1961年以特惠地價批出一幅土地給香港平民屋宇有限公司，公司現時董事包括東亞銀行主席李國寶、前教育統籌局局長李國章等，以興建現時的大坑西新邨，安置當年受大坑西徙置區清拆計劃影響的租戶，並於民興樓設立辦事處，而大坑西邨也是香港唯一得到這個安排而興建的私人出租屋邨。雖然業權及管理屬於私人房屋，但由於其本意是為低收入人士提供居所，一些團體將之視為公共房屋，對其居民申請其他公共房屋資助有限制。
香港平民屋宇有限公司有意將唯一出租屋邨大坑西邨分3期重建，首兩期仍會作為租住房屋，第三期則會作為住宅出售，以抵銷興建廉租屋的虧蝕。重建後將有5,000個單位，較重建前的1,600伙大幅增加，首兩期重建會讓所有居民原邨重置，第三期則撥作青年自置居所，預計每個單位面積約300平方呎，售價約100多萬港元。